# Iracema (Ceará)
Iracema é um município da microrregião da Serra do Pereiro, na mesorregião do Jaguaribe, no estado do Ceará, no Brasil. É a terra natal do oculista brasileiro José Cardoso de Moura Brasil.

## Etimologia
O topônimo "Iracema" é uma alusão à personagem "Iracema", da obra literária homônima de José de Alencar. De acordo com Clóvis Chiaradia, a origem da palavra "Iracema"  vem da junção dos termos da família Tupi-Guarani Ira (mel) e acema (agitação, saída), ou seja, "a saída do mel", "o enxame". Sua denominação original era Quixoaçu, depois Quixoxó, Quixoçó, Caçocê, Caixapó, Caxocó e Vila de Iracema, e, desde 1990, é Iracema.

## História
A região entre as serras do Camara e do Apodi era habitada por diversas etnias tapuias como os paiacus e carati, antes da chegada da bandeira de Morais de Navarro e de famílias procedentes de São Bernardo das Russas, fugitivas da seca dos Três Setes (1777).
Com a chegada destas famílias e da Missão dos Santos Cosme e São Damião, ao redor da capela de Nossa Senhora da Conceição, fundada por Manuel Pereira, surgiu o povoado que hoje chama-se Iracema.

## Política
A administração municipal localiza-se na sede: Iracema. /
Iracema é administrado pelo Prefeito Celso Gomes da Silva Neto.
Câmara de vereadores: presidido por Antônio Wellington Diógenes Moura.

## Geografia

### Subdivisão
O município é dividido em quatro distritos: Iracema (sede), Bastiões, Ema e São José.

### Clima
Tropical quente semiárido com pluviometria média de 850 mm com chuvas concentradas de janeiro a abril.

### Hidrografia e recursos hídricos
As principais fontes de água fazem parte da bacia do Médio Jaguaribe, sendo estas o rio Figueiredo e os riachos: Jatobá, das Flores e dos Milagres. Existem ainda diversos açudes, como o Ema e o Mansinho,.

### Relevo e solos
Encontra-se algumas elevações ou acidentes geológicos, sendo as principais elevações as serras: dos Bastiões, Caiada e Micaela. Os solos da região são bruno não cálcicos, e solos podzólicos.

### Vegetação
Predomina a floresta caducifólia espinhosa ou caatinga arbórea.

## Economia
A base da economia de Iracema é agricultura: caju, arroz, milho e feijão; pecuária: bovino, suíno e avícola; pesca: tilápia, tucunaré, cará, traíra, sardinha.
Ainda encontram-se 12 indústrias: 5 de madeiras, 3 de produtos alimentícios, uma de química, uma de perfumaria, sabão e velas, uma de vestuário, calçados e artigos de tecidos, couro e peles.

## Cultura
O principal evento cultural é festa da padroeira: Nossa Senhora da Conceição, cuja data é comemorada em 08 de dezembro e a de Santa Margarida de alacoc no distrito Ema, no dia 16 de outubro, a de Nossa Senhora do Carmo na Vila dos Bastiões no dia 16 de julho. Chama atenção também o carnaval da cidade, que apesar de ser pequena, atrai pessoas de toda a região do Vale do Jaguaribe. Devido as chuvas, o carnaval torna-se ainda mais interessante pelo fato da tradicional "sangria" do açude Ema, situado no Distrito Ema. A "sangria" como é chamada na região, é o fenômeno que ocorre quando o açude enche e transborda, favorecendo os agricultores da região e aqueles que sobrevivem da pesca, bem como os foliões que vão se refrescar nos balneários que rodeiam a cidade de Iracema.